# 立川談志
七代目 立川 談志（たてかわ だんし、1936年1月2日 - 2011年11月21日）は、日本の落語家、政治家。落語立川流家元。本名：松岡 克由（まつおか かつよし）。出囃子は「木賊刈（とくさがり）」「あの町この町」。
古典落語に広く通じ、現代と古典との乖離を絶えず意識しつつ、長年にわたって理論と感覚の両面から落語に挑み続けた。古典落語を現代的価値観・感性で表現し直そうとする野心的努力が高く評価されたが、その荒唐無稽・破天荒ぶりから好き嫌いが大きく分かれる落語家の一人でもあった。落語のみならず、講談、漫談をも得意とするなど、芸域の広さで知られた。五代目三遊亭圓楽、三代目古今亭志ん朝、五代目春風亭柳朝（柳朝没後は八代目橘家圓蔵）と共に「江戸落語若手四天王」と呼ばれた。自ら落語立川流を主宰し、「家元」を名乗る。
参議院議員（1期）、沖縄開発庁政務次官（三木内閣において36日間）、サイバー大学客員教授などを歴任した。

## 来歴

### 入門から真打昇進まで

柳家小ゑん時代（1959年6月6日）

1936年1月2日、東京府東京市小石川区に生まれる。父親は三菱重工の社用運転手をしていた。小石川原町、白山御殿町、蒲田、浦賀、下丸子と転居を重ね、6歳から1960年の結婚まで東京府東京市大森区鵜の木に居住していた。
小学校5年生の時、伯父に連れられて浅草松竹演芸場に行き、寄席に夢中になる。
1952年、東京中学校卒業。先輩に安藤鶴夫、牧伸二がいる。同年4月、東都高等学校を中退後、16歳で5代目柳家小さんに入門。本名の「克由」の一字を取って、柳家小よしと名乗る。初高座は新宿末廣亭における『浮世根問』。1954年3月、二つ目に昇進して柳家小ゑんと改名。寄席のほかに日劇ミュージックホールや新宿松竹文化演芸場にも定期的に出演し、コントや漫談も披露する。スタンダップコメディを演じる際には赤シャツにジーパン姿がトレードマークだった。
1962年3月に、入門が5年遅い古今亭朝太（のちの3代目古今亭志ん朝）が「36人抜き」で小ゑんよりも先に真打に昇進、さらに10月には入門が約3年遅い5代目三遊亭圓楽にも真打昇進で先を越され、生涯最大の屈辱を味わう。1963年4月、立川談志を襲名し、真打に昇進。同時に小さん門下から5代目柳家つばめも真打に昇進した。
実際には7代目とされるにもかかわらず、立川談志の「5代目」を自称した経緯については、後年の著書で「明治時代の寄席で人気を博していた4代目（談志）が『初代（談志）』を称しており、小ゑん（松岡）の先代にあたる6代目（談志）がそれに倣って『4代目（談志）』と称していたようなので、小ゑんは『5代目』というのは語呂が良く、さらに師匠5代目柳家小さんと代数が合うので丁度いいということで、『5代目談志』を名乗ることになった」と明かしている。

### 『笑点』立ち上げ
1966年5月15日、『笑点』（日本テレビ）が放送開始。1969年11月2日まで初代司会者を務める。のちに『笑点』放送100回記念放送では桂歌丸と異色漫才を披露した。後年、「『笑点』ってのはよう、アタシが作った傑作なんだよ」と語った通り、『笑点』は談志が自ら企画して実現したものである。
初代メンバーの1人である5代目三遊亭圓楽が『いつみても波瀾万丈』で語ったところによると、談志が5代目圓楽に「寄席でやっている大喜利をテレビでやろうじゃないか」と持ちかけたのが番組開始の端緒だという。落語ではなくあえて大喜利をメインとしたのは「落語は（噺の）前後にしかコマーシャルを入れられないし、座ってるだけで（テレビに）不向きだから。大喜利なら途中でコマーシャルが入れられるから」だったという。談志はまた「大喜利を前面に出すのは感心しないが、やらないのも駄目だ」と考えていた。談志は1960年代半ばにテレビ・ラジオの電波メディアの普及で寄席に閑古鳥が鳴いている状況に危機感を抱き、「これからは、落語家はテレビにもどんどん出て行かなきゃ駄目だ」との考えから、テレビ局へ企画の売り込みを図った。その結果生まれた番組が前身番組の『金曜夜席』で、隔週金曜深夜に放送された。当初は談志が演芸コーナーの司会で、5代目圓楽が大喜利コーナーの司会というローテーションだったが、のちにどちらとも談志に統一された。前身番組の時点で『笑点』の基礎が固まり、そのまま日曜夕方の番組としてスタートしたのである。『笑点』の司会では、持ち前のブラックユーモアを生かした、機知に富んだ掛け合いを演じた。しかし視聴率が伸び悩み、初代レギュラー陣との関係も悪化したため、暫時的な新レギュラー期間を挟んで、最終的には談志自身が降板を余儀なくされた。なお、歴代『笑点』の司会者で、就任時点で落語協会に所属していた人物は現在に至るまで談志のみである。
降板後も特別番組には何度か出演したが、2000年代以降は完全に距離を置いた。番組で不定期に放送された「真打昇進披露口上」では立川志の輔の真打昇進時（1990年6月3日放送）が唯一の出演例となった。また、談志は初代メンバーの一人である歌丸に対し、「『笑点』を辞めてくれ」と直言したこともあるという。
一方で、『笑点』の企画自体の思い入れがあったためか、2001年から2003年にかけて『特冊新鮮組』（竹書房の隔週刊娯楽雑誌）で「大笑点」という投稿コーナーを企画（2006年 - 2008年の元日に日本テレビで放送された同名番組とはまったく関係がない。2002年には書籍化）し、2005年10月開始の『談志の遺言』（TBSラジオ）には「おれとお前の笑点」という投稿コーナーを設けていた（2006年3月の一時終了まで存在した。同年10月の再開時には消滅）。

### 政治活動
1969年、第32回衆議院議員総選挙に旧東京8区から無所属で出馬。「東京は東京を愛するものにまかせろ」「相談にのるぜ、力になるぜ」「そしてあなたもつづけ」のキャッチフレーズを掲げて挑んだ ものの落選。定数3のところ、19,548票で立候補者9人中6位であった。
同年、ニッポン放送にて、月の家圓鏡（のちの8代目橘家圓蔵）と木魚を叩きながらナンセンスなやりとりをするラジオ番組『談志・円鏡 歌謡合戦』がスタート。人気番組となり、1973年まで放送された。この番組は談志のお気に入りであり、のちに独演会などで番組の再現を行っている。『談志の遺言』でも圓蔵をゲストに迎えて特別企画としてリバイバル企画を行ったほか、2007年10月開始の『立川談志・太田光 今夜はふたりで』（TBSラジオ）では太田光（爆笑問題）を相方に、木魚を叩きながら即興のやりとりを行う『歌謡合戦』を意識した番組作りがなされた。
1971年、第9回参議院議員通常選挙に全国区から無所属で出馬、初当選。当時の全国区で50人中50位の最下位当選だったが、その際のインタビューで「寄席でも選挙でも、真打は最後に上がるもんだ」という言葉を残す。直後に自由民主党に入党した。本人によれば、談志の自民党入りを要請するために訪れた佐藤栄作が座布団から降りて小さんに頭を下げたため、小さんが談志に自民党入りを促したという。国会質疑ではNHK受信料問題などを取り上げた。
1975年12月26日、三木内閣の沖縄開発政務次官に就任するが、就任時の会見で議員の選挙資金について「子供の面倒を親分が見るのは当然」と発言したことが問題化。さらに、政務次官初仕事である沖縄海洋博視察では二日酔いのまま記者会見に臨み、地元沖縄のメディアの記者から「あなたは公務と酒とどちらが大切なんですか」と咎められる。これに対して「酒に決まってるだろ」と返答したことがさらに問題となる。さらに詰問する記者に対して退席を命じ、会見を打ち切ろうとしたため批判を浴びた。弁明を行うはずの参議院決算委員会を寄席を理由に欠席するに至って、自民党内部からも反発が起こり辞任。在任期間は僅か36日であった。談志自身は、議員になったのは兼職をしてもいいと言われたからだと主張し、自分は大衆との接点を持ち続けるのが信条だとして自民党も離党した。この時、親交がある石原慎太郎から「謝罪したらどうだ」と説得されたが拒絶している。
参議院議員2期目を目指し、全国区から東京地方区への鞍替え出馬を予定していたが、直前で出馬を取りやめ、議員活動は参議院議員1期6年だけで終わった。本人曰く「政治家としての経歴がマイナスになるのは俺ぐらいだろう」と振り返っていた。
政治思想は保守寄りであった。在任中は日本共産党議員への野次に力を入れていたことにより、共産党支持者の8代目林家正蔵（のちの林家彦六）と、野次があるたびに喧嘩をしていた模様である。ただし、彦六は談志の選挙を手伝っていた。談志も、国会の決算委員会で国鉄問題の際に「通勤定期を通勤のみに使い、外出など私用な目的には定期を使わずに運賃を払っている人物」の例として彦六を取り上げており、議事録にも残っている。政界を退いた後も自民党を中心とする保守系政治家との親交を深め、保守系議員の選挙応援などにもしばしば動いた。
その反面、元社会党衆議院・参議院議員上田哲の選挙応援に動いたこともある。談志によると「議会には反対派も必要だ」とのことだが、政治レベル以外での個人的な交友関係による支援と思われる。後年には医師・作家のなだいなだの提唱した老人党に賛同し、上田・西丸震哉とともに「老人党東京」（3人の共同代表）を旗揚げした。

### 落語立川流創設

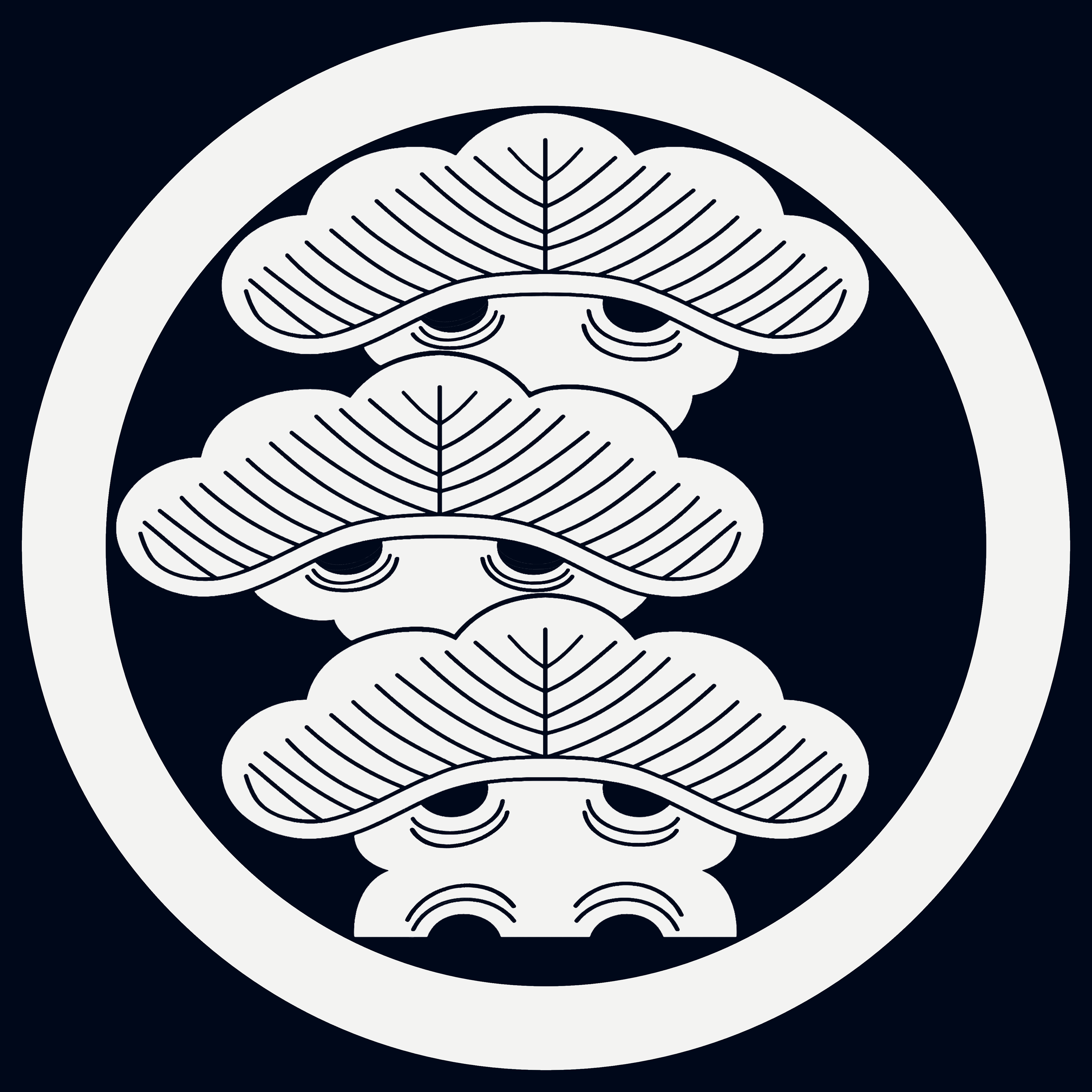
立川流の定紋、"丸 に 左三蓋松"

1978年、6代目三遊亭圓生ら三遊派が落語協会を脱退。落語協会分裂騒動が発生する。この脱退については諸説あり、落語史としても今なお不透明な部分が多い。談志と5代目圓楽を黒幕とする説が多数説（5代目圓楽は著書で、新協会設立の話を圓生に持ちかけたのは談志であると述べている。志ん朝の香盤を下げるために仕組んだとする見方もある）だが、反響の大きさに慌てる談志の姿が目撃されてもいる。また、参加しないと思われていた志ん朝が参加してしまったため、慌てて参加を取りやめたとの説もある。川柳川柳の著書によると、談志は脱退した三遊派で構成される「三遊協会」の次期会長は自分だと思い込んでおり、圓生に確認したところ、「次は志ん朝だ」と答えられたため、思惑が外れて計画から手を退いたという。金原亭伯楽の著書にも同趣旨が記述されている。
1983年、落語協会真打昇進試験制度運用をめぐり、当時落語協会会長であった師匠・小さんと対立。同年、落語協会を脱会し、落語立川流を創設して家元となる。
1992年、瀬戸内海で潜水漁師がホホジロザメに襲撃されて死亡する事故が発生したことによるサメ騒動を受け、当時明治大学替え玉受験疑惑で芸能活動を謹慎中であったなべおさみらと雑談していた折に立川が「サメ退治に行こう」と言い出したことをきっかけに「シャークハンター必殺隊」を結成したが、立川は発案者かつ「隊長」であるにもかかわらず、北京で別の仕事があることを理由に航海には参加しなかった。この活動は漁業関係者らからも冷淡な反応を受けており、発足した「シャークハンター必殺隊」は目立った成果を上げられないまま活動を終了した。
1995年、新潟県西蒲原郡岩室村夏井に田んぼを持つ。「談志の田んぼ」と称し、以降、田植えと稲刈りをほぼ毎年行い、年によっては岩室温泉での落語会も行った。
1997年、食道癌を外科手術により摘出。以降の人生を癌との戦いに費やすことになる。しかし、この時は白板症と診断され「癌もどき」と自嘲した。術後、医者から止められていたにもかかわらず、記者会見では堂々と煙草を吸った。ただし5代目圓楽の著書によると、その後は毎月定期健診に行くなどして健康には人一倍気を遣っていたという。
1999年、長野県飯田市での高座にて、落語を上演中に居眠りしていた客一人を注意して退場を勧告した。後日、その客がその高座の主催者を相手取り「落語を聴く権利を侵害された」として民事訴訟を起こすも、請求は棄却されている。
2002年5月、「二つ目への昇進意欲が感じられない」として、立川流の前座門弟である立川キウイ、立川談修、立川志加吾（現：登龍亭獅篭）、立川談号（現：登龍亭幸福）、立川談大、立川談吉（現：立川小談志）を破門。その後、2003年5月に破門者の復帰試験を実施した。

### メディアへの再登場
2004年、TOKYO MXにて、野末陳平とともにトークバラエティ番組『談志・陳平の言いたい放だい』を開始。番組は2008年まで4年間続いた。同番組は2007年6月からYouTubeでも公式に視聴することが可能となっている。同番組の共演者である吉村作治との交流が深まり、その縁で吉村が学長を務めるサイバー大学では客員教授を務めた。受け持ち科目は共通科目の「落語と文化・文明論」であった。
2005年4月、NHKラジオ第1放送にて、ラジオ創成期の名番組のリメイク『新・話の泉』（『おしゃべりクイズ疑問の館』の枠で月一回放送）が放送開始され、番組レギュラーを毒蝮三太夫、山藤章二、松尾貴史、その他ゲストと共に務めた。
2005年10月6日から、TBSラジオにて、ナイターオフシーズン期（10月 - 3月）のレギュラー番組として『おとなの時間割「談志の遺言」』（火曜21時 - 22時）に出演する。2007年10月6日からは、爆笑問題の太田光とともに『立川談志・太田光 今夜はふたりで』を開始。番組は2008年3月30日まで続いた。このほか、文化放送では『立川談志 最後のラジオ』にも出演していた。
2007年に入ってからテレビでマスコミに再びコメントを求められるようになり、『筑紫哲也NEWS23』の「私の多事争論」では病欠の筑紫哲也をサポートしてみせた。『情報プレゼンター とくダネ!』では、直接ではないものの5代目柳家小さんの孫・柳家花緑と共演している。また花緑の受け持ちコーナー「温故知人〜天国からのメッセージ」で生前親交のあった横山ノックを取り上げた際、ゆかりの人物としてVTR出演した。
2008年3月9日、NHK BShiで『立川談志 きょうはまるごと10時間』放送。以前放送された『わが心の旅』『HV特集 71歳の反逆児・素顔をドキュメント』や『情熱大陸』（毎日放送）の映像を含むインタビューや密着ドキュメント、『居残り佐平次』の高座などが放送された。

### 闘病と死
2008年5月、喉にポリープの疑いがあると診断され、検査を受ける。6月3日、自宅からほど近い日本医科大学付属病院に一泊二日で検査入院したが、「20日間は入院が必要」と医師に言われる。6月18日、退院。入院の間は病院から落語会やテレビ収録に行っていたという。この頃以降、高座でもそれ以外でも発声が極端に苦しくなり、力がなくしわがれた聞き取りづらい声に変わっていった。10月14日、喉頭癌を発病したことを『サライ』大賞授与式で告白。癌の発病箇所は声門であり、声帯摘出以外に完治の見込みはなかった。
2009年8月26日、長期休養を発表。予定されていた出演をすべてキャンセルとする。理由は体力の低下と持病の糖尿病治療であると発表していたが、実際は癌により発声が困難になったためと推測される。当初、本人は事務所に引退を切り出したというが、事務所の説得で休養という形に落ち着いた。同年12月1日、NHKラジオ第1放送公開収録番組『新・話の泉』に別録りのインタビューという形で出演。実際の公開収録舞台には談志の写真ボードが置かれた。その後も体調は好転せず、2010年冒頭に入院することが決定したことなどを受け、12月28日、休養期間を約3か月延長すると発表する。
2010年3月2日、6代目三遊亭円楽襲名披露パーティーに姿を見せ、挨拶する。パーティーで同席した桂歌丸は「生きている談志さんにお会いできたことが嬉しかった」とコメントし、談志との再会を喜んだ。
3月31日、新宿末広亭余一会「三派連合サミット」に飛び入りで出演後、同年4月13日には8か月ぶりに高座に復帰し『首提灯』を披露する。
10月30日・11月6日放送のTOKYO MXテレビ『西部邁ゼミナール』「この人を見よ―立川談志」にゲスト出演。
11月に声門癌再発を確認。この時は声帯摘出手術を本人が拒否した。
11月22日、天満天神繁昌亭で開かれた6代桂文枝・5代目桂米團治二人会の鼎談にゲスト出演。前座の桂米市に感化され演りたくなったとして、小咄を披露した。この舞台の映像は天満天神繁昌亭（上方落語協会）のアーカイブに保存されている。
12月23日、よみうりホールにてリビング名人会「談志 Talk＆Movie」開催（聞き手は山中秀樹）。2007年の『芝浜』をスクリーン上映する予定であったが、本人の強い意向により、急遽生で演じることとなった。『芝浜』ほか3席を熱演したが、「3席もった喉と体に素直に感謝しています」といつもの談志節は鳴りを潜め、落語家としての無上の喜びを打ち明けた。
2011年3月6日、川崎市麻生市民館麻生文化センターでの「立川談志一門会」にて、咳き込みながら『長屋の花見』『蜘蛛駕籠』を披露。これが談志にとって生涯最後の高座となった。3月21日に入院し、翌日に手術が行われた。ストレス性胃潰瘍と公表していたが、実際には声門癌の進行による呼吸困難症状が発生し、気管切開手術（声帯にメスを入れる）で一命を取り留めたものの、この手術で声を失うことになった。本人の希望で4月18日に退院後は自宅で療養するが、以降のすべての仕事をキャンセルしたと発表し、現実に後述の『週刊現代』の連載の執筆を除き、その死まで一切仕事は行わなかった。
5月21日の「立川キウイ真打昇進記念パーティー」は演芸関係者だけではなく一般参加者の募集も行われ、事務所の「すべての予定のキャンセル」発表後も談志出席のまま告知が続けられていた。さらにキウイも問い合わせに対し「師匠からは出席の返事をいただいています」と回答していたため、パーティへの出席の期待は高かった。しかし談志は会場に姿を見せず、「（5月2日に死亡したとされる）ビン・ラディンの喪に服するため」との欠席理由が発表された。続くキウイの真打披露興行（6月30日・7月19日）にも登場が告知されていたが、会場に足を運ぶことはなく、弟子の真打昇進記念パーティー・興行を欠席した唯一の例外となった。ただし、談志は5月のパーティーと7月の真打披露興行の数日後、キウイのアルバイト先であり自身の行きつけの店でもある東京・銀座のバーに足を運び、直接キウイにメッセージを送っている。
8月2日、死去の誤報をどこからか聞きつけた日本テレビの取材陣が自宅を訪れ、長男が怒鳴りつける事態が発生。
8月19日、行きつけの銀座のバーに直弟子と一部関係者が集合、家族に連れられて談志が来店。体調は芳しくなかったが、どうしても行きたいということで解熱剤を処方されたのちにやって来た。すでに話すことはできなかったが、紙に書いた言葉で一同を笑わせた。これが多くの直弟子にとっては生前最後の対面となる。談志が退出後、弟子一同で今後のマスコミ対策を協議した。
自宅療養中に衰弱が進んだため、9月12日に再入院。10月27日、昏睡状態に陥る。この日を最後に意識が回復することはなく、11月21日午後2時24分、家族に看取られて喉頭癌のため死去。75歳だった。

### 死去直後の対応と反響
談志死去の報は、最期まで談志の世話をしていた立川談吉を除き、一門の弟子たちを含む落語界・芸能界・知人の誰にも伝えられなかった。家族および談吉のみで通夜・告別式（密葬）を執り行い、11月23日に落合斎場にて荼毘に付される。
家族は2日の間、談志の死を一門を含む誰からも隠し通した。談志が生前に「人に知らせるな。骨は海に沈めろ」と語っており、近親者が本人の意思を守ろうとしたためであるが、情報が正式に公表されるまでの間、関係者やマスコミなどを巻き込んだ騒動のもとにもなった。
23日に所属事務所である談志役場（息子・松岡慎太郎が代表を務める会社）が死の事実をプレスリリースしたが、その際も弟子たちに知らせなかった。立川キウイや立川談慶ら弟子たちは、死の2日後にテレビニュースなどで談志の死を知ることとなる。このため、マスコミやファンの問い合わせを受けて「（自分は聞いていないので）ガセだろう」と回答してしまい、あとで訂正するはめになった弟子たちが続出した。また、この日に身内だけで結婚披露宴を開いていた孫弟子の立川志の春は、披露宴中に「ご愁傷様」「気落ちしていると思いますが」というメッセージを多数受け取り、首をひねっていたところにテレビで談志死去のニュースを知った。
一方、死の直後からTwitterやWikipediaなどに情報のリークがあり、落合斎場にも到着時には報道陣が集まっていた。しかし、談吉は自身のブログやTwitterで談志と無関係の話題をあえて記述し、情報が漏れないようにつとめた。火葬が始まった時点で携帯電話が鳴り出し、情報を隠し切れないと判断した遺族は関係者に連絡、談志の死去を報告している。
23日夜に長男・松岡慎太郎と長女・松岡弓子がホテルニューオータニで記者会見を行い、死去に至るまでの経緯を説明した。
死去公表直後、弟子でマスコミの囲み取材を受けたのは立川志の輔、立川談笑。談笑は24日に『情報プレゼンター とくダネ！』に、立川談四楼は25日に『情報ライブ ミヤネ屋』に出演している。談志死去の報道を受け、行きどころのない弟子は談志行きつけの銀座のバーに集まり、故人を偲びつつ盛り上がった。
談志の死去を受けて、23日、8代目橘家圓蔵と林家木久扇が日本テレビのニュース番組『news every.』に生出演し、談志との想い出を語った。また、日本テレビ『金曜夜席』当時からの知己である桂歌丸、上方落語界長老の3代目桂米朝も逝去を悼むコメントを発表した。弟弟子で当時落語協会会長の柳家小三治は「とんでもない人物だった。今でも兄弟弟子という思いは強い」と語り、兄弟子の死を悼んだ。また、談志に憧れて落語家の道を志した当時上方落語協会会長の桂三枝（現：6代桂文枝）も、談志の訃報が公表された日の緊急会見で「嘘であって欲しいと思いました」と泣き崩れながら談志を偲んだ。
談志の親友であった石原慎太郎は、自身がホストを務めるTOKYO MXの番組『東京の窓から』11月24日分で、冒頭に「緊急特別番組 追悼 立川談志さん」とのテロップを入れて談志との対談回『「死にてぇよ」「死なねぇよ」 伝統という未来』（2009年2月21日放送）を再放送した。
晩年の談志の高座を地方公演まで追いかけて聴いていた堀井憲一郎は、活字媒体のみならず、死去公表直後のTBSラジオ『ニュース探究ラジオ Dig』やNHKテレビ『視点・論点』（2011年12月29日「談志死して"落語"を残す」）などで追悼と解説をしている。
報道各紙による訃報の見出しは「談志が死んだ」であった。生前、談志は「上から読んでも下から読んでも、『談志が死んだ!』と書いてくれ」と言っていた。また、同年に死去したウサーマ・ビン・ラーディン、ムアンマル・アル＝カッザーフィー、金正日と合わせ、「2011年は独裁者が死ぬ年」とも評された。
マスメディアでの報道とは対照的に、死去に対する落語家界隈、特に落語協会内での反応は冷淡なものであったと三遊亭圓丈は評している。これは、すでに談志が落語協会を脱会していたことや、事実上の引退状態にあったため「談志は過去の人」という認識が強かったことが理由だという。
葬儀の際、談志が生前かわいがっていたライオンのぬいぐるみ「ライ坊」が談志とともに荼毘に付されたという情報が流れた。このため、ライ坊が原因で破門騒動に巻き込まれた立川志らくは、24日放送の『高田文夫のラジオビバリー昼ズ』にて大いに嘆き、高田文夫が大笑いする一幕があった。しかし、その後談吉が明かしたところによると、荼毘に付されたのは別のクマのぬいぐるみであり、ライ坊は無事だった。
死去から一か月後の12月21日、ホテルニューオータニで「お別れの会」が開かれ、関係者約1000人、ファン3000人が参列した。弔辞を述べたのは石原慎太郎と山藤章二。
2012年2月20日、浅草の平成中村座にて、生前親交のあった18代目中村勘三郎により追悼公演「落語立川流 In 平成中村座」が開催された。出演は勘三郎と談春、志らく、生志、談笑、高田文夫（座談会のみ）。
墓所は文京区向丘の浄心寺本郷さくら霊園で、墓石の正面には談志の筆による「立川談志」の名が、側面には生前自ら考えた戒名「立川雲黒斎家元勝手居士（たてかわうんこくさいいえもとかってこじ）」が刻まれている。生前から公開していた戒名が原因で受け入れてくれるお寺が見つからなかったといい、納骨が行われたのは2012年12月2日だった。生前からの希望により遺骨の一部が海に散骨されたが、直後に魚が集まってきて撒かれた遺骨を食べてしまったという。長女の松岡ゆみこは、談志が生前埋葬を希望していなかったことを受け、遺骨の一部を手元で保管している。

### その後の変化・追悼企画
2013年にはNHK BSプレミアムで、過去のドキュメンタリー映像・弟子のインタビューと木皿泉脚本によるドラマを組み合わせた『BSプレミアムドラマ 人生、成り行き』が放送された。談志役を小出恵介（青年期）、中山秀征（壮年期）、田中泯（晩年）の3人が演じた。
2014年、長女・ゆみこが、談志の長年の住まいであった練馬区の自宅のリフォームを『大改造!!劇的ビフォーアフター』（朝日放送）に依頼し、リフォーム後は志らく夫妻が住むことになった。庭の桜の木の根元には、談志の遺灰の一部が散骨されている。
2015年12月には、立川談春のエッセイを題材にしたドラマ『赤めだか』がTBSで放送され、ビートたけしが談志を演じた。
2016年1月から5月にかけては、生誕80周年を記念し、WOWOWで『はじめての談志×これからの談志』と題して2002年から2007年までの高座10席が放送される。
2018年には、生前の言動などをAIに導入して談志を再現したアンドロイド（声：太田光）と志らくがトークを行う特別番組『天国からのお客さま』が放送された。
没後10年となる2021年には、コロナ禍で感染予防のため追悼公演は行われなかったものの、追悼・回顧企画がテレビ・ラジオで多数放送された。11月3日のNHK ラジオ第一『らじるラボ』では、番組出演者の立川談慶と吾妻謙により8時05分から11時50分まで『祝日も!らじるラボ〜よってたかって立川談志〜』と題して、過去のNHKテレビ・ラジオの談志の音源多数を談慶の解説付きで放送。さらに11月6日と13日の『真打ち競演』では「思い出の名師匠」枠で立川志の輔をゲストに談志の貴重な過去の音源を放送した。命日である11月21日には、フジテレビ『ザ・ノンフィクション』で長男が撮影した晩年の映像をまとめた「切なくていじらしくてメチャクチャなパパ〜家族が映した最期の立川談志〜」を放送、TBSラジオ『爆笑問題の日曜サンデー』には長女の松岡ゆみこがゲストとして登場、『ラジオ寄席』では特集として『狸賽』『五貫裁き』が放送された。TOKYO MXでは『〜立川談志没後10年〜 復活!言いたい放だい2021』が放送され、『笑点』では大喜利1問目のお題に談志に関連した内容が出題された。時代劇専門チャンネルでは、2021年11月から2022年2月にかけ、談志の高座と談志ゆかりの人物（伊集院光、毒蝮三太夫、立川談笑）へのインタビューをまとめた『令和の談志 〜没後十年 立川談志傑作選』の初回が放送された。
2022年1月2日の文化放送『志の輔ラジオ 落語DEデート 新春スペシャル』では、立川志の輔の解説で『芝浜』と『文七元結』を放送。同日、BS日テレでは談志の妻・則子（ノンくん）の立場から見た談志を描いた『BS笑点ドラマスペシャル 笑点をつくった男 立川談志』が放送された。談志役を駿河太郎、則子役を篠田麻里子が演じた。2月19日、文化放送にて、前年刊行された1953年の談志の日記を朗読してモノローグ形式のドラマにした『サタデープレミアム 談志の日記 17歳の青春』が放送された。日記の朗読・ナレーションは談志の孫弟子にあたる立川吉笑が務め、談志の長男・松岡慎太郎がコメント出演した。11月21日、3年ぶりに「談志まつり」がよみうりホールにて昼夜で開催された。
2023年11月13日、上野東天紅で直弟子と生前親しかった関係者により十三回忌が営まれる。11月21日、よみうりホールで「談志まつり2023」を昼夜で開催。同日19時より文化放送で『特別番組 立川談志13回忌 そして伝説へ」』が放送され、太田光と林家木久扇が出演し、吉田涙子が案内役を務めた。

## 芸歴
- 1952年 - 五代目柳家小さんに入門、「小よし」を名乗る。
- 1954年3月 - 二ツ目昇進、「小ゑん」に改名。
- 1963年4月 - 真打昇進、立川談志を襲名。
- 1971年 - 第9回参議院議員通常選挙に全国区から無所属で出馬し、初当選。
- 1975年12月 - 三木内閣の沖縄開発政務次官に就任する。
- 1983年 - 落語協会を脱会し、落語立川流を創設、家元となる。
- 1997年 - 食道癌を摘出。
- 2009年8月 - 長期休養を発表。
- 2011年11月 - 喉頭癌のため死去。

## 人物

### 落語家として
落語家としての全盛期の実力に対する評価は概して高いものの、直情径行な性格により数々の過激な争いを起こし続けており、敵を作ることも厭わない「暴れん坊」ぶりもあって、毀誉褒貶の激しい人物でもあった。談志の落語で特筆すべき点は、師匠から受け継いだ型を大事に伝承する古典落語において、「己を語る」独自の型を発明したことである。現代に生きる人々の価値観や美意識を内容に投入し、噺の途中で「このストーリーのここがおかしい」「こういう人情は違う」と、談志の意見や解説、哲学が入る。故に「客は『噺』ではなく『談志』を聴きにくる」と言われたほどである。その芸を邪道とする意見も少なくなかったが、熱心なファンを獲得し続けた。山藤章二は「落語の伝統の部分だけで生きていれば、間違いなく平成の名人として落語史に名を連ねただろう」と述べている。
楽屋ネタや同業者をネタにする噺家は少なくないが、談志もまた、生前は敵味方・先輩後輩にかかわらず同業者にネタにされた。落語『地獄めぐり』では、地獄に来た落語家を並べ立てるくだりにおいて、「立川談志……あれ、あいつまだ生きてんじゃなかったか……ああ小さく書いてある、えーと『近日来演』」（まもなく死んで地獄に来るという趣旨。オリジナルは3代目桂米朝の『地獄八景亡者戯』で、本来は演者自身の名前が入る）というネタが出てくる。
落語そのものについては「落語とは人間の業の肯定である」との見解を常々表明していたが、晩年は「イリュージョン」という独自の域に達したと自認していた。弟子の立川志らくと立川談笑は、イリュージョン落語について以下の特徴を挙げている。
- （落語はマクラも含めて）己れ（＝談志）の感覚でしゃべるもの
- 登場人物が談志と被っている
- 落語ではなく談志という人間が面白い

晩年の談志は太田光との対談で「テツandトモとラーメンズが最近の芸人では面白い」と発言していたが、これについて太田は「テツandトモは正統派の面白さだが、ラーメンズは師匠（談志）の言うイリュージョンの面白さだと思う」と分析していた。

### 5代目小さんとの関係
師匠5代目柳家小さんとは口論になることが多かった。ある時は、当時落語協会会長であった師匠を目の前にして「今度、俺を会長にしてもらえねーかね」と言ったことがあり、これに激怒した小さんは「お前なんか破門だ!」と言い放ったという。しかし基本的に人間関係は悪くなかった。真打昇進試験に弟子が合格できず、その当時会長であった小さんとは方針が合わないとして落語立川流を設立、これにより建前上「破門」される。談志の著書によれば、その後も何度か互いの芸を貶したり、どちらが先に死ぬかなどと口論したり、取っ組み合いの喧嘩もしたそうだが、基本的には二人の間で自然と収まった。
ある新年会では、小さんの客を気に入らなかった談志が、その客に対して酒や膳の上のものを片っ端からぶつけて帰ったが、小さんは「客が悪いよ」と談志を庇ったという。また、喧嘩にしても小さんは「本気でやれば、俺の方がよっぽど強い」と、談志の自由に頭を締めさせていた。5代目小さんの生前、孫である柳家花緑との座談では「（小さん）師匠に『（落語）協会に戻って来い』と頭を下げられたら困る。それを断ることは日本教に反する」と語り、小さんに対する意識を垣間見せた。
また、談志は小さんの妻である生代子夫人から可愛がられており、夫人が死去した際には葬儀委員長を務めた。
奇しくも、小さんと談志の誕生日は同じ1月2日である。
上方落語の噺家である3代目桂べかこの3代目桂南光襲名披露パーティーでは、偶然、談志と5代目小さんが南光の楽屋で鉢合わせになり、口論となった。その時楽屋にいたべかこの大師匠3代目桂米朝が、両者の口論を制止したこともある。
落語における「大名跡」の価値を評価しており、「いずれ、オレは小さんに、5代目圓楽は圓生に、志ん朝は志ん生になるべき」と『現代落語論』で書いている。そのため、本来の実力からは自身の弟弟子であった10代目柳家小三治が継ぐべきとしていた「小さん」を、先代の息子である3代目柳家三語楼が襲名したことを批判した。

### 手塚治虫との関係
手塚治虫の熱烈なファンで親交も深く、「天才とはレオナルド・ダ・ヴィンチと手塚治虫のことをいう」と語り、手塚が使っていたベレー帽を宝物にしていた。マンガの「神様」と呼ばれた手塚から自身の芸が認められていたことも誇示している。2005年に放送されたNHK教育テレビ『知るを楽しむ 「私のこだわり人物伝」』では、「談志が語る手塚治虫」（全4回）と題して手塚と作品について語った（番組テキストも出版された）。参議院議員を一期限りで引退したのも、手塚から「もう出ないで下さいね」と言われたことが影響しているという。
手塚が知人の有名人に「一言出演」を依頼したアニメ映画『千夜一夜物語』にはモブキャラの声優として友情出演し、手塚の没後に製作された『ジャングル大帝』では密猟者ハムエッグ役の声優を務めた。また、『ブラック・ジャック』の文庫本にもメッセージを寄せている。

### 音楽活動
無類の歌謡曲ファンで、青春時代は歌声喫茶に通いつめた。晩年には『談志絶唱 昭和の歌謡曲』という本を出版もしている。ディック・ミネ、田端義夫、三橋美智也などのファンとしてほとんどの曲を歌えるほどで、落語家になってからはミネとは交流もあった。また、談志が好きな歌謡曲の中でも代表的なものとして「ふるさとのはなしをしよう（歌：北原謙二、詞：伊野上のぼる、曲：キダ・タロー）」と「浅草の唄（歌：関敬六、詞:サトウハチロー、曲:万城目正）」が挙げられており、現在も落語立川流の新年会では参加者が歌いながら会場をぐるぐる回る光景が見受けられている。
『笑点音頭』
1967年キングレコード発売
作詞：立川談志 / 作曲：宮崎尚志
歌：立川談志&笑点グループ（石井伊吉、5代目三遊亭圓楽、桂歌丸、柳亭小痴楽、三遊亭金遊、林家こん平）
談志自身が企画し司会を務めたテレビ番組『笑点』のテーマソングである。談志31歳の頃の作品。すべての歌唱パートを談志が受け持つ。「笑点グループ」のメンバーは上記のとおりの6人であるが、サビの部分のバックコーラスのみの担当である。
談志と当時の『笑点』メンバーが日本劇場での三橋美智也ショーのゲストとして招かれ、この曲を披露したことがある。談志と三橋が友人だったからでもある。当時、東京都千代田区有楽町にある日本劇場は最高のステータスを誇る劇場であったが、2代目三遊亭歌笑を除く落語家とはもともと無縁のところだった。反対に、日劇に併設された日劇ミュージックホールには、談志は非常に若い二ツ目時代からレギュラー出演していた。泉和助やE・H・エリックらとコントを演じていたほか、洋装で立ったまま喋るスタンダップ・コメディを披露していた。しかし、談志とメンバーが対立して大喜利メンバー全員が降板した1969年以降、この曲は一切放送に使用されなくなった。
その後、『笑点音頭』は企画盤のうちの一曲として、複数のレコード会社からCD化され、談志逝去後の2012年2月にはタワーレコード限定販売品としてシングルCDの再発売が行われた。
『やらせろ/ぐちぐち』
1983年、「けしかけ女の会」（代表：木村万里）の企画で自主制作したスタンダップトークを収録したソノシート。ジャケットイラストは霜田恵美子による談志のイラスト。1000円で販売。
『アメリカ』
2003年9月11日に「談志2REVOLUTION」名義でシングルCDとして発売。ラップミュージックとなっている。
『国会』
2004年3月24日に「談志2REVOLUTION」名義でシングルCDとして発売。『アメリカ』同様にラップミュージックとなっている。
『アメリカ』『国会』は、2023年11月に立川談志十三回忌記念プロジェクトとして限定再販売。同時に、未発表音源による『金ぇ〜（まね～）』も発売された。

### 性格
- ハスキーな声でシニカルかつマイペースに振る舞い、時に有言不実行ぶりをはばからないなど、一筋縄ではいかないキャラクターの持ち主であった。1980年代以降は髭をたくわえるようになり、さらに頭にヘアバンドを巻くようになった。高座以外、特にテレビ出演時には色付きメガネを着用することも多かった。晩年になると髭は剃ることが多かったが、ヘアバンドとメガネは愛用し続けた。頬やあごをなでたり掻いたりする癖がトレードマークで、よくものまねされるポーズとなっている。
- 評価できない人物に対しては正直に罵倒混じりの辛辣な批評を飛ばし、高座では差別用語も遠慮無く連発するなど、タブーを物ともしない過激な毒舌家として有名だが、一方では自他共に認めるフェミニストであり日和見主義でもある。そのタブーを物ともしない姿勢として特に有名なのが吉本興業批判で、自著では初代桂春団治が晩年に非業の死を遂げた例を挙げて「あそこ（吉本興業）の使い捨て体質は戦前から（創業時からの伝統）なんだよ」と批判していた。これに対し、談志の著書で名指しで批判されたことがある元吉本興業社長中邨秀雄は『私の履歴書』の中で「談志は芸に対しては謙虚な男」と述べ、談志の芸への姿勢を評価している。同著によると、中邨と談志は若手の頃から付き合いがあり、談志はかつて中邨から受けたアドバイスを守り続けていたという。また、談志は何度か吉本の劇場・なんば花月に足を運んで気になる芸人を細かく観ていたほか、談志自身も花月で独演会を開いたことがあった。弟子がよく語るところによれば、「芸人100点、人間0点（人格は最低だが芸は最高）」。
- 自他共に認める無鉄砲なまでの冗談・いたずら好きであり、洒落か本気か分からない行動による武勇伝は極めて多い。エピソードの一つとして、リポーターやナレーション業で知られる神太郎が付き人だった時の話がある。地方興行の折、夜中に突如「トランプを買ってこい!」と無理難題を押しつけられたが（当時はコンビニはおろか深夜営業する店も少なかった時代）、機転を利かせた神はバーへ行き、バーテンダーからトランプを調達して、談志を唸らせたという。一方で「芸人という消費文化の担い手である以上、真っ当に働くな」との趣旨で「泥棒しろ。ただし俺の家は駄目だぞ」と弟子に発言したこともあるという。
- 新作落語を演じたことは少なく、著書の中でも「古典しかやらない」という趣旨の文章を書いている[73]。ただし新作落語自体を否定しているわけではなく、前述の文枝をはじめ、多くのいわゆる新作派の噺家とも交流があった他、弟子の一部も新作落語を演じている。
- 肉が好物であるため、弟子はしくじった際に機嫌をとるために高級肉を談志宅へ持ち込むことがある。談志の自宅には多数の冷蔵庫があり、賞味期限が切れた食材は弟子に食べさせる。戦中・戦後の貧しい時代が青春時代であったために食に対するこだわりも多く、特に食べ物を粗末することを嫌い、前日残った食材を朝の味噌汁に入れたり、カレーに入れたりする[74][75]。楽屋にも余程のことがない限りは手作り弁当を持参し、楽屋弁当は用意させなかった。基本的に「アゴ・アシ付き（食事代と交通費がついた上で仕事料を貰う）」な落語家としては珍しいことである。ただし、地方公演などで用意させる場合は食事の内容や飲み物の銘柄[76]などに細かい注文がついた。
- 大変な外国映画好きであり、『談志・陳平の言いたい放だい』（TOKYO MX）でも洋画解説コーナーが設けられていた。取り上げられるのは主に黎明期から黄金期にかけてのハリウッド映画やフランス映画で、中でもMGMミュージカルを好んだ。『今夜は最高!』（日本テレビ）にゲスト出演した際には、好きなミュージカル映画である『雨に唄えば』のパロディを展開した（談志はジーン・ケリーに扮した）。敬愛する映画監督はビリー・ワイルダー。好きなスターはフレッド・アステアで、アステアが亡くなった日の晩には泣き通したという。
- 毎年ゴールデンウィークの時期になると、自宅のある根津のマンション1Fのせんべい屋の前で「談志のガレージセール」と題して2010年まで毎年私物を売るイベントを開催していた[77][61]。購入したファンには、その場で書いたサイン色紙をつけていた。没後、2017年と2019年には「物を大切にしていた談志師匠の遺志を継ぐ」という談志役場の意向を受けた業者経由で、遺品を複数回ヤフオクで販売した。出品された品物にはすべて談志役場からの証明書がついている[78][79]。その後、2024年に本人の元にあった絶版著作本[注釈 18]などを「談志の断捨離」としてオークション販売している[80]。
- 5代目圓楽によると「案外気の小さいところがある」という。実際、「志ん朝が真打に昇進する時には本人に『強次（志ん朝の本名）、昇進を辞退しろ』と直談判に行ったが、自分（5代目圓楽）の時には人にボロクソ言ったわりに直接言いには来なかった」「自民党の大物政治家たちと同じテーブルに座っているのをみて『圓楽の馬鹿はああいうところに座ってる』と言っておきながら自分はそこに座ろうとはしなかった」などといったエピソードを著書で紹介されている。
- 弟子たちに理不尽な要求をしたり、何度も土壇場で仕事をキャンセルするなど、自由奔放なイメージが強いが、その印象とは裏腹に弟子入り志願者を門前払いにしたことはなかったとされる。暴言や罵倒が多い一方で暴力を嫌っており、弟子には手を挙げたことがないと立川志らくが証言している[81]。他の師匠のように自らの私用に弟子を使ったり、家事を弟子に任せるなどの使いっ走りをすることは少なかったという。談志曰く「お前らは俺に弟子入りしたんであって家族に弟子入りしたわけじゃない」との理由であった[82]。なお、志らくによれば、「落語家たるもの、貧乏と寒さ、飢えを知らないと落語を語れない。俺はわざわざそれを経験させてやっているんだ」との談志なりの理論に基づいて弟子に雑用をさせていたという[83]。一方で志らくはマクラで談志のことを「パワハラの塊」とも表現している。
- 『笑点』降板時には初代林家木久蔵（現：林家木久扇）を大喜利メンバーにするよう番組スタッフに推薦し、木久蔵には「木久蔵は与太郎だよな。その線で行ってみな」とキャラクター造形を提案した。このことから、木久扇は「談志さんは人の柄の見つけ方がうまかったですね。大喜利で座布団をあげたり取ったりするルールを考えたのも談志さん。天才でした」と評している[84]。木久扇は高座でも談志について「意地悪に見えるんですけど本当は優しい人」と明かしている。

### 自殺の危惧
同業の先輩である8代目林家正蔵（のちの林家彦六）からは「談志は自殺するのでは」と危惧された。正蔵がそう発言したのは、談志が国会議員になったばかりの絶好調の頃であったのだが、正蔵に言わせると「談志はやることなすことが全て当たり、成功したので、現実の世の中が馬鹿馬鹿しく思えるのではないか」とのことだった。正蔵は談志本人に直接そのことを指摘しなかったが、他の多くの人物には語っていた。その1人である川戸貞吉がこの事実を本に書き、公の知るところになった。
晩年の談志は、テレビで「死ぬつもりでいたからね。（でも）自殺ができないってことになって……。本当の話だもん」と、自殺願望が抑え切れなくなっていることを告白し、「談志は自殺する」という正蔵の予言について「（今から見れば）当たっている」と評した。公式ホームページ『地球も最後ナムアミダブツ』の日記欄「今日の家元」にも自殺をしたくてもできない葛藤が書き込まれたが、この危惧は現実とはならなかった。

### 逸話
- バスケットボールリーグNBAのファンとしても知られ、落語のネタにできるほどの知識を持っていた。特にサクラメント・キングスとジェイソン・ウィリアムスを熱心に応援していたという。
- 立川流創設後は、自らが弟子に落語の稽古をつけることは日に日に少なくなった[87]。立川談之助曰く「弟子の噺は 立川談春以外は皆師匠とは似ていない。売れっ子になった弟子は、勝手に育って行った」とのことである[82]。
- 浪曲、講談、色物等の演芸全般から映画や音楽にも造詣が深いことで知られていたが、噺家にも贔屓が多い歌舞伎には関心が薄かった。ただ歌舞伎俳優との親交はあり、17代目中村勘三郎には立川流創設時に顧問になってもらっている。その縁で17代目の息子・18代目勘三郎とも交遊を持ち、当時「市川染五郎」を名乗っていた松本幸四郎を評価していた。18代目勘三郎は、談志没後の2012年2月20日に追悼も含めた落語会「落語立川流 in 平成中村座」を開催している[88]。
- 強烈な匂いを持つことで知られる果物・ドリアンが大好物であった。娘の松岡ゆみこによれば、談志が大量にドリアンを食べた後に飛行機に乗った際、機内でゲップをしてしまい、その強烈な匂いで飛行機を止めてしまったこともあったという[89]。また弟子である立川談四楼も、「本来ならば持ち込み禁止であるはずのホテルに談志がドリアンを持ち込んでしまい、結局そのことがホテル側にバレて弟子である自分が代わりに謝罪した」というエピソードを明かしている[90]。
- ある日談志が弟子とタクシーに乗った時のこと、運転手が談志に「いいよね、アンタたちは。テレビ出て旨いもん食ってたくさん金もらえるんだろ」「俺たちはこんな苦労していくらしか貰えない」と僻みっぽく絡んできた。横についていた弟子は師匠がキレるのではないかとビクビクしたが、談志は逆にニッコリ笑って「その通りだよ。なんでアンタやらないんだい?」と返した。これには絡んだ当の運転手も何も言い返せず、黙ってしまったという[91]。
- 劇作家・評論家の大西信行とは「浪曲好き」という共通点はあったが、本人どうしは犬猿の仲であった[92]。
- 家族と住む家以外に仕事場兼住居をもう一軒所有していたが、談志没後は空き家状態で、酷い湿気があるなど問題となっていた。そこに前座時代から通っていた弟子の志らくが住みたいと申し出たため、談志の長女・松岡ゆみこが『大改造!!劇的ビフォーアフター』にリフォームを依頼。2014年11月30日と2015年1月11日にリフォームの工程が放送され、実際に志らくが居住している。
- 所属事務所・談志役場がX（旧Twitter）で明かしたところによると、談志は怪しい投資話で大金を騙し取られたことが二度あったという[93]。

## 家族
息子（長男）は所属事務所・有限会社「談志役場」社長の松岡慎太郎（1967年4月18日 - )。談志のマネージャーも務めていた。
弟は松岡由雄（1940年 - 2016年10月8日、享年76）。談志が社長を務めた「談志プロダクション」の後続会社「まむしプロダクション」でマネージャーを務めた後、立川企画で社長を務めた。。
長女は東京都中央区銀座のクラブの所有者でタレントの松岡ゆみこ（1963年9月17日 - ）。かつては「松岡まこと」の芸名で、タレント活動をしていた。引退したのち結婚・離婚を経て、談志の死去以降に現名でタレント活動を再開している。ゆみこが2011年12月に刊行した『ザッツ・ア・プレンティー』（本名の松岡弓子名義、亜紀書房刊）には2011年3月に気道切開手術を受けてから亡くなるまでの談志の様子が描かれている。談志はゆみこのためなら人に頭を下げるのを厭わず、ゆみこが明石家さんまと共演する際にもさんまに「娘が今度お世話になるのでよろしく」と頭を下げたという。

## 所属事務所
- 1965年頃 - 1967年頃
  - 「現代センター」
- 1967年頃 - 1971年（参議院議員就任）まで
  - 「談志プロダクション」（談志自身が社長）
- 1971年（参議院議員就任） - 1983年（落語協会脱会）まで
  - 「まむしプロダクション」（毒蝮三太夫社長、松岡由雄マネージャー＝談志の実弟）
    - 上記の談志プロダクションと同じ会社。本人が国会議員になったため、談志プロダクションが社名と社長を変更したもの。師匠の5代目柳家小さんが一タレントとして所属していた。
- 1983年（落語協会脱会） - 2000年3月末まで
  - 「立川企画」（松岡由雄社長＝談志の実弟）
    - 特に芸能プロダクションなどに所属していなかった大多数の談志の弟子の仕事の窓口にもなっていた。
    - 2011年現在、立川志らくのマネージメントを担当。
    - 志らくがワタナベエンターテインメント所属後は、落語会の企画・運営が主要業務となっている。松岡没後も会社は存続。立川流以外の演者の会も主催している。
- 2000年12月13日 - 2011年11月21日
  - 有限会社「談志役場」（松岡慎太郎社長＝談志の長男、松岡ゆみこの弟）。没後の権利関係の管理にも携わる。

## 演目
- 居残り佐平次
- 浮世床
- 王子の狐
- 小猿七之助
- 蝦蟇の油
- 紙入れ
- 勘定板
- 九州吹き戻し
- 金玉医者
- 蜘蛛駕籠
- 慶安太平記
- 源平盛衰記
- 紺屋高尾
- 黄金餅
- 五貫裁き
- 子別れ
- 権助提灯
- 権兵衛狸
- 西鶴一代記
- 鮫講釈
- 三軒長屋
- 三方一両損
- 持参金
- 死神
- 品川心中
- 芝浜
- 寿限無
- 清正公酒屋
- 疝気の虫
- 粗忽長屋（主観長屋）
- ぞろぞろ
- 代書
- 妲己のお百
- 田能久
- 短命
- 付き馬
- つるつる
- 鉄拐
- 道灌
- 富久
- 二階ぞめき
- 人情八百屋
- 鼠穴
- 野晒し
- 文七元結
- へっつい幽霊
- 庖丁
- 堀の内
- 松曳き
- 饅頭こわい
- 木乃伊取り
- 三方原軍記
- やかん
- 幽女買い
- 夢金
- よかちょろ（山崎屋）
- らくだ
- 落語チャンチャカチャン

## 弟子
現役の者は太字。

### 直弟子
- 十代目土橋亭里う馬 - 惣領弟子
- 立川左談次
- 立川談四楼
- 六代目立川ぜん馬
- 立川龍志
- 立川談之助
- 立川志の輔
- 六代目立川文都
- 立川談春
- 立川志らく
- 立川生志
- 立川雲水
- 立川志遊
- 立川談慶
- 六代目立川談笑
- 立川キウイ
- 立川談修
- 立川談大

### 立川流退会者
- 四代目桂文字助 - 六代目三升家小勝門下から移籍。一門の顧問格だった。談志の死後、立川流を脱退。
- 二代目快楽亭ブラック - 2005年に立川流を退会
- 立川談幸 - 談志の死後自身の弟子を連れ落語芸術協会へ移籍

### 移籍

#### 談志死後兄弟子の門下へ
- 二代目立川小談志 - 立川龍志門下へ
- 立川平林 - 立川談慶門下へ
- 立川談吉 - 兄弟子左談次の預かり弟子となるも左談次も死去したため現在は談修門下

#### 十代目鈴々舎馬風門下へ
- 初代立川談生
- 初代立川小談志

#### ビートたけし門下へ
- 立川談かん - お笑いタレントへ転向

### 破門
- 柳家そう助 - 五代目柳家小さん門下へ
- 立川志っ平 - 十代目桂文治門下へ、文治没後二代目柳家蝠丸門下へ
- 立川國志館 - 五代目三遊亭圓楽門下へ
- 立川志加吾 - 雷門小福門下へ
- 立川談号 - 雷門小福門下へ
- 立川小談林 - 落語芸術協会所属、ヴァイオリン漫談芸人に。

### 廃業
- 立川談プ
- 立川談志ん（初代立川談洲改メ）
- 三代目朝寝坊のらく
- 立川談六
- 二代目立川談生
- 立川右近
- 三代目立川談生
- 二代目立川談々
- 立川談秋
- 立川談之進 - 茨城県出身。1987年入門、1990年2月二ツ目昇進[99]
- 立川風吉

### 旧Bコース（談志が認めた有名人）
☆は真打昇進している（昇進披露を行った）者。
- 立川毒まむ志
- 立川錦之助[注釈 20]
- ☆立川藤志楼
- ☆立川文志（佐藤敦之、江戸文字作家。色物真打）[注釈 21]
- 立川談遊
- 立川右太衛門
- 立川藪医志
- 立川談七
- ダンカン（タレント）[注釈 22]
- 立川於春の方
- ☆ミッキー亭カーチス
- 立川侊志ん
- マルカス
- 立川流野末陳平

#### 死去
- 立川禿談次
- 立川八王子[注釈 23]
- 立川不二身
- 立川雀鬼
- 立川小女姫
- 立川鬼六
- ダンディ・立川
- 立川雄之助
- 立川談次郎

#### 除名
Bコースメンバー整理の際に除名された主な人物。
- 堀内美希
- 田中朗
- 山口洋子
- 上田哲
- 林正之助
- 滝大作
- 高平哲郎
- 丸茂ジュン
- ポール牧
- 五味武
- デーブ・スペクター
- グラン浜田
- キラー・カーン

### 旧Cコース
立川平林はCコース（談志が認めた一般人）からの入門である。
- 立川久蔵
- 立川呑志
- 立川志隆
- 立川七志
- 立川朝志
- 立川談二三
- 立川新談
- 立川談地妻
- 立川抜志
- 立川志長
- 立川談薬
- 立川志ん朝
- 立川小龍包
- 立川談茶可
- 立川談我良
- 立川成行
- 立川堅志
- 立川談骨
- 立川久六
- 立川志ん介
- 立川旭志
- 立川小ミチ
- 立川凡志
- 立川清志楼
- 立川談ペット
- 立川談々丸
- 半澤伸
- 福田浩章
- 大久保祐司
- 小笠原慎治
- 宝田一夫
- 中村雅則
- 谷野幸二
- 吉田章
- 大橋薫

## 他の芸人への批評

### 「才能」論
「お笑いに才能は絶対、必要だ」というのが談志の持論だった。もともと大阪勢の芸風と肌が合わず、上述の通り吉本興業に対しては辛辣な面があったが、吉本興業主催の『M-1グランプリ』（朝日放送系列）第2回大会では審査員を務めている。談志の採点方法は明確であり、ファーストラウンドでは80点・70点・50点の三段階でしか採点しなかった。

### 江戸落語家
6代目三遊亭圓生
6代目三遊亭圓生について「昭和最後の大名人」と評価し、滑稽噺から人情噺まで通用する守備範囲の広さにはとても敵わないと述べていた。談志の独演会である「ひとり会」では、圓生の十八番の演目『庖丁』に出てくる端唄「八重一重」がどうしても上手く唄えないため、圓生本人に『庖丁』の代演を依頼したことがあった。談志からの突飛な依頼に対し、当の圓生は快く引き受けたという。
5代目三遊亭圓楽
前座時代の5代目三遊亭圓楽に「よぉ、ライバル!」などと声をかけたエピソードが残るなど若手の頃から意識する存在であり、二人会も数多く開いた。ただし、笑いに関しては「俺が良いならいい。俺が妥協したら談志が談志でなくなる」と考える談志と「大衆芸能なのだからマジョリティを相手にしなければ駄目だ。もう少し折れろ」と考える5代目圓楽の間ではいつも意見が食い違っていたという。5代目圓楽は「談志とは忌憚なく意見がぶつけあえる」と語っていたが、談志側はそれが影響してか「あたしゃ圓楽が嫌いです」と公言し、「下手な落語家」の例えとしてその名を挙げていた。だが、真顔に戻ると、寄席若竹開業に対して「地主の老人を騙し巻き上げた金で若竹を作った」などと痛烈に批判しつつ、「立派なことをしているんです」と評価している。5代目圓楽は著書で「談志より先に死にたくない」と語る一方、「『あいつより先に逝きたくはない』という存在があるからこそお互い頑張ってこられた」とも語った。圓楽が死去した際には談志は追悼のコメントを出し、桂三枝（現：6代桂文枝）も「圓楽師匠が死んで一番悲しんでいるのは談志師匠ではないか」と当時のブログに記述した。
桂歌丸
『笑点』放送開始当初のメンバーの中で、桂歌丸だけが唯一きちんとリアクションの取れる噺家であると評価していた。『笑点』降板後も「『笑点』の（当時の）メンバーはろくに挨拶に来ねぇ。来るのは、歌さんくらいだ」「あの頃（『笑点』司会者時代）から歌さんには助けられ通しだ」と語り、歌丸も談志について「私を世に出してくれた大恩人」と語るほど関係は良好だった。落語会への出演予定があっても時間通りに楽屋入りしないことで知られた談志だが、歌丸と共演する際には必ず早めに楽屋入りし、楽屋にて歌丸と2人きりで喋ることを望んだという。2人とも同年齢で、『笑点』初期には一緒に漫才を披露したこともある。
三遊亭圓丈
三遊亭圓丈が前座時代に新宿末廣亭の楽屋で煙草を吸っているのを見つけると、談志は「前座のくせに煙草を吸うんじゃねえ、馬鹿野郎!」と怒鳴りつけた。圓丈が「（師匠の）圓生から吸ってもよいと言われましたので、文句があるなら圓生に言ってください」と反論したことから両者は険悪な関係となり、圓丈が新作落語で客席を沸かしていたために談志は新作落語そのものにも嫌悪感を持つようになったという。圓丈の弟子である三遊亭白鳥もまた、『落語のピン』での共演時に「俺は圓丈が大嫌いなんだ! 出て行けこの野郎!」と激怒されている。一方、圓丈の真打昇進披露興行では談志が口上に並ぶこともあった。

### 上方落語家
上方落語に関しては、もともとはそれほど造詣が深くなく、東京で上方落語を演じていた2代目桂小文治の落語を聞いても何を言っているのかも分からなかったが、2代目三遊亭百生に出会い、その面白さを認識した。若手の頃に志ん朝と仕事で来阪した際、空き時間にたまたま6代目笑福亭松鶴の『らくだ』を聞いて、2人とも打ちのめされるほど感動したという。5代目桂文枝を好きな大阪の落語家の1人として挙げていて、二人で落語会も開催していた。
3代目桂米朝
3代目桂米朝とは若手時分より大阪や東京での米朝独演会に参加し、「兄貴」と呼ぶ（入門は米朝が1947年、談志が1952年）など友好関係を築いた。後年は「米朝さん」と呼ぶなどして敬意を表していた。米朝の人間国宝認定については「（米朝は）滅亡寸前の上方落語の中興の祖なので、認定も当然だ」と述べている。
2代目桂枝雀
2代目桂枝雀の「笑いは緊張の緩和」であるとの見解（「緊緩理論」）を支持していたが、当の枝雀の芸に対しては「好きになれない」と低い評価を下していた。しかし晩年それは誤りだったとし、さらに「自分の提唱したイリュージョンを枝雀はやっている。枝雀は米朝（枝雀の師匠）そっくりにできて、次の米朝になれて、それが嫌ならイリュージョンもできたのに……」と語った。さらに、志ん朝の死後「（志ん朝は）さっさと死にやがって、俺は死にたくても死ねないのに……。志ん朝と言い、枝雀と言い、俺がライバルと思ったやつはみんな先に死んでしまう。死なれちゃあ、勝てないじゃないか」などと談志独特の表現でその死を悼んでいる。
6代桂文枝
6代桂文枝（前名：桂三枝）の「創作落語」に対する評価は高く、「（柳家）金語楼を質、量とも超えた」「（三枝の創作落語は）池の波紋ではなく、川の流れになった」と絶賛している。なお、2代目快楽亭ブラックが談志に破門された際、一時三枝一門に転じていたという縁もあった。談志はこの件で三枝に恩義を感じ、晩年まで二人会を開くなど交流があった。三枝は、談志の死去に際しての記者会見で「（談志は）憧れだった。師匠に認められたくて一生懸命にやってきた」と語った後、涙ながらに「亡くなったことをウソだと思いたい」とコメントした。
6代文枝の襲名に当たり、文枝は落語家では談志のみに相談した。談志は三枝の名前を大きくしたことを理由に襲名には否定的だったが、最終的に文枝は襲名を決意。談志はこれに対し「三枝のバカヤロー」と書いたFAXで応えた。

### 芸人・喜劇役者
アダチ龍光
手品師のアダチ龍光については、マジシャンとしての技術もさることながら、社会現象に対するリアクションとセンス、それを喋る話芸のすべてが素晴らしく、寄席演芸の最高の芸人と評価した。高座でも「アダチ龍光にヒザ替りをつとめてもらうことが、私の名誉であり、真打の格だ」「引田天功がどう華麗に鳩を出そうが、アダチ龍光の芸には敵わない」と褒めちぎるほど、惚れるだけ惚れまくった芸人だったと述べていた。
藤山寛美
お互い売れ出した1960年代、関西に藤山寛美というすごい芸人がいるという話を聞いて松竹新喜劇の舞台を見に行ったところ、舞台上で寛美が壁によじ登っていた。その姿を見て「登れェー」と談志が叫んだところ、寛美はずり落ちて観客の爆笑をさらう。この一件で、談志は寛美の芸を評価するようになった。寛美が亡くなった際には「通天閣が無くなったようだ」と偲んだ。
上岡龍太郎
横山ノック同様、上岡龍太郎を「大阪の芸人の中で一番知能指数が高い」と高評価し、上岡も談志を尊敬している間柄である。2011年に開かれた談志の「お別れ会」では、芸能界をすでに引退していたにもかかわらず、取材陣を前に「芸、笑い、物の見方、人生の生き方、全部教えてくれた。500年たっても生き続ける天才だと思う。芸の幅と奥行きは本当にすごかった」と談志のカリスマ性を弁じ立てた。
ビートたけし
ツービートを真っ先に「面白い」と最初に認めたのが縁で、ビートたけしと交流を持った。双方とも洒落のきつい性格のため、癌から生還した際、「あのじじい、またくたばりぞこないやがって（笑）」とたけし流のエールを送った。破門騒動の折、談志と一門が『ビートたけしのオールナイトニッポン』にゲスト出演した際には、「なぜ破門されたか」ではなく「これからどんなことをやっていくのか」と談志に問いかけ、たけしなりの気遣いを見せていた。また、この放送では意図的に放送禁止用語を連発した。2010年9月、談志は『新潮45』でのたけしと爆笑問題・太田光との鼎談で「たけしが落語家になってくれりゃつくづくよかった」とも発言している。
爆笑問題
爆笑問題がデビューしたての頃、太田光の持つ才能をすぐに見抜いて高評価した談志は、太田に対し「天下、獲っちゃえよ」と応援すると同時に「（相方の）田中だけは切るなよ。こう出来た奴も、なかなかいないもんだ」と述べ、田中が太田にとって欠かせない存在であることを説いた。しばしば「太田は俺がよそで作った子供だ」とも発言した（太田の実父はもともと談志を嫌っており、これを聞いて少し不安になったという逸話を太田が語っている）。
博多華丸・大吉
2005年、上京して間もない博多華丸・大吉が『談志・陳平の言いたい放だい』（東京MXテレビ）のコーナー「芸人解放区」に出演し、ガチガチに緊張しながらネタを披露した際には、「まあ、内容として、こういう優しいネタを選んでて。俺はとっても文化的には好きだなあ。あとで、いいアドバイスしてやるよ」と声をかけた。収録後の打ち上げではコンビを別室に呼び、「いいか。よく聞け。これは過去、爆笑問題にしか言っていない。──絶対に、解散するなよ」と直言したという。
古坂大魔王
『爆笑オンエアバトル』出演時、談志は古坂大魔王のネタを「イリュージョン」と表現し、音楽ネタをやり続けるようアドバイスした。その後、自身の独演会の前座に古坂を呼んだこともあった。

## 主な出演

### テレビ番組
- まんが学校（1964年 - 1967年、NHK総合） - 司会
- NHK特集「びんぼう一代 〜五代目古今亭志ん生〜」（1981年3月27日、NHK総合） - 司会[118]
- 家元ショー・ダダダダッ!談志ダッ!!（日本テレビ）
- やじうま寄席（1971年4月 - 1980年3月、日本テレビ）
- 落語のピン（1993年4月 - 9月、フジテレビ）
- そんなに私が悪いのか!?（2000年 - 2001年、テレビ朝日） - レギュラー[119]
- 談志・陳平の言いたい放だい（2004年 - 2008年、TOKYO MX）
- 続・言いたい放題（TOKYO MX）
- ハイビジョン特集「立川談志 71歳の反逆児」（2007年2月20日、NHK BShi）[120]
- 100年インタビュー（2009年4月30日、NHK BShi） ※聞き手：渡邊あゆみ
- 西部邁ゼミナール（TOKYO MX）
  - 「言いたい放だい2008大晦日スペシャル」（2008年12月31日）
  - 「この人を見よ 立川談志」（2010年10月30日）

### テレビドラマ
- 夫婦百景 第298回「巷談春宵亭」（1964年1月20日、日本テレビ）
- テレビ芸術座 仰げば尊し（1964年4月22日、東京12チャンネル）
- 堂々たる人生（1965年 - 1965年、日本テレビ）
- 特ダネ記者（1966年 - 1967年、日本テレビ） - スリ・千吉 役
- オットいたゞき 第8回（1966年9月26日、NET）
- 純愛シリーズ 北上川哀歌（1967年、日本テレビ）
- アイウエオ（1967年10月21日 - 1969年4月5日、NHK総合） - ナレーション
- しまった! 第9回「女房はロボットにしてしまえ」（1968年7月3日、TBS）
- テキは幾万ありとても（1970年2月14日 - 3月28日、毎日放送） - ナレーション
- シリーズ街 幸福の黒いしっぽ（1989年、テレビ朝日）
- 衛星ドラマ劇場 玩具の神様 第1話（1999年11月11日、NHK BS2）
- 理由（2004年、WOWOW） - 宝井辰雄 役
  - 理由 日テレヴァージョン（2005年11月8日、日本テレビ） - 宝井辰雄 役

### 映画
- 寄席の人人（1959年） ※ドキュメンタリー映画
- 落語野郎 大脱線（1966年） - 無職文吉 役
- 落語野郎 大馬鹿時代（1966年） - 立野談四郎 役
- クレージーの怪盗ジバコ（1967年） - 工員 役
- 悪党社員遊侠伝（1968年） - 杉原省二 役
- 昭和元禄ハレンチ節（1968年） - 吉村唯 役
- まっぴら社員遊侠伝（1968年） - 清川 役
- 極道社員遊侠伝（1968年） - 西原三郎 役
- 猛烈社員 スリゴマ忍法（1969年） - 影山係長 役
- 喜劇 いじわる大障害（1971年） - 立山談次 役
- 喜劇 大誘拐（1976年） - 川島 役
- 出張トルコ また行きます（1978年） - 立原談吾 役
- 快楽昇天風呂（1979年） - 大臣 役
- 愛染恭子の未亡人下宿（1984年） - 風呂屋 役
- 絶倫海女 しまり貝（1985年）
- 落陽（1992年） - 青空床屋 役
- 団鬼六 人妻蟻地獄（1995年）
- 週刊バビロン（2000年） - 麻雀屋の主人 役
- 理由（2004年） - 宝井辰雄 役
- 歓喜の歌（2008年） - 小野寺 役
- スクリーンで観る高座 シネマ落語&ドキュメンタリー「映画 立川談志」（2013年1月12日） ※ドキュメンタリー映画
- オース!バタヤン（2013年5月） ※ドキュメンタリー映画

### テレビアニメ
- ドラ猫大将（1963年 - 1964年、NET） - チュウチュウ 役

### 劇場アニメ
- 千夜一夜物語（1969年） - 競馬シーンの観客 役
- ジャングル大帝（1997年） - ハム・エッグ 役[121]
- ぼのぼの クモモの木のこと（2002年） - アライグマくんのお父さん 役

### ラジオ番組
- 談志・円鏡 歌謡合戦（1969年 - 1973年、ニッポン放送）
- 歌謡大行進（1969年、文化放送）
- 立川談志 最後のラジオ（2001年4月8日 - 2002年10月6日、文化放送）[122]
- 新・話の泉（2005年4月 - 2010年4月29日、NHK第1）[注釈 24]
- 談志の遺言（2005年10月 - 2007年3月、TBSラジオ）
- 立川談志・太田光 今夜はふたりで（2007年10月6日 - 2008年3月29日、TBSラジオ）

### CD
- 席亭 立川談志の「ゆめの寄席」CD全集（1999年、竹書房）

談志自身のCDは多数あるが、「ゆめの寄席」は談志が好きな芸人ばかりを集めて構成したCD全集である。それぞれの演者についての談志の芸談も収録されている。（協力：川戸貞吉）

### CM
- エスビー食品
  - 「ホンコンやきそば」（1960年）
  - 「モナカカレー」
- 日本IBM 「Aptiva」（1996年） ※香取慎吾と別撮りで共演している。
- TOWER RECORDS「NO MUSIC,NO LIFE」(2002年11月）- THE HIGH-LOWSと共演[123][124]
- KDDI/沖縄セルラー電話（各auブランド） 「あたらしい自由」篇（2012年）[125][126]。

## 著書
落語口演の活字化のほか、落語に関するエッセイ的な考察を多数著している。談志襲名後間もない時期に著した『現代落語論』が代表作と言われるが、「落語」を分析した有名な言葉「落語は人間の業の肯定」はその後の『あなたも落語家になれる』の冒頭の一節である。修業時代から生に接した有名無名の寄席芸人・俳優・歌手・ストリッパーなどの系譜に非常に詳しく、『談志楽屋噺』など芸能史を語る貴重な回想録もある。2012年7月24日、著書の集大成となる最後の書き下ろし自伝『立川談志自伝 狂気ありて』が発刊された。その後も、さまざまな形で書籍が出版されている。
晩年の著作では「原稿の校正をしない」というポリシーを表明しており、エッセイでは大幅な脱線が付き物となっている。また吉川潮などごく一部の談志が信頼していた作家を除き、基本的に評伝などの取材は「趣旨を歪曲される」として受けなかったとされている。
また、「理解らねぇ（わからねぇ）」「出演った（やった）」など、独特の表記をする。文章内で同じ語を繰り返す際には、古典文学や民謡の歌詞を表記するのと同じく、踊り字（くの字点）を使うことを習慣としている。芸事から教養を得た人物らしい古風なこだわりと言える。晩年の連載での一人称は「家元」であった。
- 『現代落語論』（三一書房、1965年） ISBN 978-4380650079
- 『立川談志のなまいき論』アド・サークル出版部、1972年10月15日。
- 『あなたも落語家になれる 現代落語論其2』（三一書房、1985年） ISBN 978-4380852299
- 『家元談志のオトコ対決十一番』ABC出版、1986年5月25日。
- 『立川談志独り会』（全5巻、三一書房）
- 『談志楽屋噺』白夜書房、1987年2月15日。
  - 『談志楽屋噺』（文春文庫、1990年） ISBN 978-4167522018
- 『世の中与太郎で、えじゃないか 常識にあきあきしてる人へ』（青春出版社、1992年） ISBN 978-4413015783
- 『酔人・田辺茂一伝』（講談社、1994年） ISBN 978-4062068512 ※のち中公文庫、2021年10月、解説：高田文夫、ISBN 9784122071278 ※電子版有
- 『新釈 落語咄』（中央公論社、1995年） ※のち中公文庫、1999年 ISBN 4122034191
- 『新釈 落語咄　PART II』（中央公論社、1999年） ※のち中公文庫（『新釈 落語咄その2』と改題）、2002年 ISBN 9784122040236
- 『談志 受け咄』（三一書房、1997年） ISBN 978-4380973109
- 『ナムアミダブツ 俺も間違ってると思うけど今の世の中もっと間違ってるゼ!』（光文社、1998年） ISBN 978-4334006433
- 『談志人生全集』（講談社、全3巻、1999年）
  - （1）生意気ざかり
  - （2）絶好調
  - （3）大名人のつもり
- 『談志百選』（講談社、2000年） ISBN 978-4062092753、（中公文庫、2023年9月） ISBN 9784122074194　※電子版有
- 『食い物を粗末にするな』（講談社、2000年） ISBN 978-4062720069
- 『立川談志遺言大全集』（講談社、全14巻、1999年～2002年）
  - （1）書いた落語傑作選（一）
  - （2）書いた落語傑作選（二）
  - （3）書いた落語傑作選（三）
  - （4）書いた落語傑作選（四）
  - （5）書いた落語傑作選（五）
  - （6）書いた落語傑作選（六）
  - （7）書いた落語傑作選（七）
  - （8）書いた落語傑作選（八）
  - （9）書いた落語傑作選（九）
  - （10）落語論（一）現代落語論
  - （11）落語論（二）立川流落語論
  - （12）落語論（三）新釈落語噺
  - （13）芸人論（一）鬼籍の名人
  - （14）芸人論（二）早めの遺言
- 『談志絶倒 昭和落語家伝』写真：田島謹之助（大和書房、2007年） ISBN 978-4479391623 、（2023年10月、中公文庫） ISBN 9784122074323 ※電子版有
- 『談志映画噺』（朝日新聞出版、2008年） ISBN 978-4022732453
- 『人生、成り行き 談志一代記』（聞き手：吉川潮、新潮社、2007年） ISBN 978-4103069416
- 『談志の落語』（全9巻、静山社文庫、2009年 - 2011年）
  - （1）「ガマの油」「やかん」「紺屋高尾」「風呂敷」「狸賽」「ろくろっ首」「白井権八」「竃幽霊」「猪買い」「夢金」「明烏」「短命」
  - （2）「洒落小町」「堪忍袋」「万病円」「勘定板」「小猿七之助」「田能久」「人情八百屋」「平家物語」「権助提灯」「俥屋」「粗忽長屋」「鉄拐」
  - （3）「金玉医者」「猫久」「木乃伊とり」「堀の内」「九州吹き戻し」「お血脈」「釜泥」「弥次郎」「ずっこけ」「花見の仇討ち」「野晒し」「芝浜」
  - （4）「道具屋」「羽団扇」「幇間腹」「ねずみ穴」「鮫講釈」「岸柳島」「死神」「吉田の焼き打ち（慶安太平記）」「首提灯」「三軒長屋」「ぞろぞろ」「黄金餅」
  - （5）「孝行糖」「道灌」「疝気の蟲」「代わり目」「代書屋」「紙入れ」「阿武松」「小言幸兵衛」「赤飯の女郎買い」「武助馬」「文七元結」「寝床」
  - （6）「饅頭怖い」「天災」「松曳き」「清正公酒屋」「雪てん」「豆屋」「子ほめ」「つるつる」「庖丁」「権兵衛狸」「宿屋の富」「らくだ」
  - （7）「山号寺号」「蜀山人」「付き馬」「千早振る」「芝居の喧嘩」「幽女買い」「二十四孝」「善達箱根山（慶安太平記）」「たが屋」「恋根問」「黄金の大黒」「品川心中」
  - （8）「夕立勘五郎」「お化け長屋」「姫かたり」「五貫裁き」「六尺棒」「王子の狐」「よかちょろ」「浮世床」「妲己のお百」「二人旅」「居残り佐平次」「富久」
  - （9）「目黒の秋刀魚」「万金丹」「転失気」「三方一両損」「善達の旅（慶安太平記）」「女給の文」「二階ぞめき」「蔵前駕籠」「大工調べ」「五人廻し」「化け物使い」「シカゴギャング興亡史」
- 『談志 最後の落語論』（梧桐書院、2009年）
- 『談志 最後の根多帳』（梧桐書院、2010年）
- 『立川談志自伝 狂気ありて』（亜紀書房、2012年） ISBN 978-4-7505-1213-6 ＊のちちくま文庫、2019年2月、解説：松岡慎太郎
- 『遺稿』（講談社、2012年） ISBN 978-4-06-217694-1 ※後述の週刊現代の連載を抜粋したもの。
- 『立川談志まくらコレクション 談志が語ったニッポンの業』（構成：和田尚久、竹書房文庫、2015年1月） ISBN 9784801900653
- 『立川談志まくらコレクション 夜明けを待つべし』（構成：和田尚久、竹書房文庫、2015年11月） ISBN 9784801905337
- 『観なきゃよかった 立川談志映画時評』（編：和田尚久、アスペクト、2015年7月） ISBN 9784757223455
- 『落語とは、俺である。 立川談志・唯一無二の講義録』（竹書房、2017年10月） ISBN 978-4801912472
- 『立川談志まくらコレクション 風雲児、落語と現代を斬る!』（竹書房文庫、2020年11月） ISBN 9784801924581 ※電子版有
- 『談志の日記 1953 17歳の青春』（dZERO、2021年11月） ISBN 9784907623463 ※電子版有
- 『立川談志まくらコレクション これが最期の“まくら”と“ごたく”』（竹書房文庫、2021年11月） ISBN 9784801928725 ※電子版有
- 『作家と家元』（中公文庫、2021年11月） ISBN 978-4-12-207141-4 ※作家（吉行淳之介・阿佐田哲也・結城昌治・景山民夫・伊集院静・石原慎太郎）との対談・エッセイ集（結城・景山は対談なし）。 ※電子版有
- 『談志受け咄 家元を笑わせた男たち』（中公文庫、2022年4月） ISBN 9784122071995
- 『立川談志芸談集』（竹書房、2023年11月） ISBN 9784801937789

## 連載
- 立川談志の時事放談『いや、はや、ドーモ』 - 週刊現代（2010年5月8・15日合併号 - 2011年12月10日号）
  - 時事問題を自由に論じた連載コラム。談志の生涯最後の仕事となった。談志が体調不良で活動休止した時期も例外として続き、奇しくも享年と同じ「75」回が最後の原稿になった。談志が率直に自身の病状と心境を綴った原稿もあったが、病状は公表しないという家族の意向で掲載されず、編集部もその存在を知らなかった。談志の死後、編集部は談志に敬意を表し、遺族の許可を得て、書き残されていた遺稿を発表した。その内容は以下の内容で締められていた。

| 「 | 誰かが昔言った。談志さんは何も言わなくていいのですよ、高座に座っていてくれればネ。昔、俺も同じことを志ん生に言ったのだ。勿論本気で言ったのだが。てめぇがそうなるとはつゆ思わなかった……。 | 」 |

## 演じた俳優
- プレミアムドラマ「人生なりゆき」（NHK BSプレミアム）
  - 小出恵介（青年期)、田中泯（晩年） - 「〜天才落語家・立川談志 青春疾風録〜（前編）」（2013年8月11日）
  - 中山秀征（壮年期）、田中泯（晩年） - 「〜天才落語家・立川談志 ここにあり〜（後編）」（2013年8月18日）
- ビートたけし - ドラマスペシャル「赤めだか」、2015年、TBS
- 駿河太郎 - 「BS笑点ドラマスペシャル」シリーズ、BS日テレ
  - BS笑点ドラマスペシャル 桂歌丸（2017年10月9日）
  - BS笑点ドラマスペシャル 五代目三遊亭圓楽（2019年1月12日）
  - BS笑点ドラマスペシャル 初代 林家木久蔵（2020年1月11日）
  - BS笑点ドラマスペシャル 笑点をつくった男 立川談志（2022年1月2日）
- 立川談慶 - 「あんぱん」（NHK、2025年8月20日、役名「立川談楽」）